# 蒙特科萨罗
蒙特科萨罗（義大利語：Montecosaro），是意大利马尔凯大区马切拉塔省的一个市镇。总面积21.7平方公里，人口6585人，人口密度303.5人/平方公里（2009年）。ISTAT代码为043028。